# Kaçkar Dağı
O Monte Kaçkar (em turco:  Kaçkar Dağı é o pico mais alto das Montanhas Kaçkar e dos Montes Pônticos, com 3932 m de altitude, e a quarta mais alta montanha da Turquia. Tem 2272 m de proeminência topográfica. Situa-se 60 km a sudeste de Rize, na Região do Mar Negro, no nordeste do país.
Os rios que descem das encostas norte da montanha drenam para o Mar Negro, entre Büyükdere e Ardeşen. No sul, as encostas com riachos descem no Vale Coruh. Há rochas de granito-diazita no meio das camadas vulcânicas intercaladas em montanhas formadas a partir de xisto do Cretáceo e de calcário. Há florestas de abetos e pinheiros até aos 2100 m, pastagens de montanha em altitudes mais altas e glaciares até ao topo.